# 人声音域

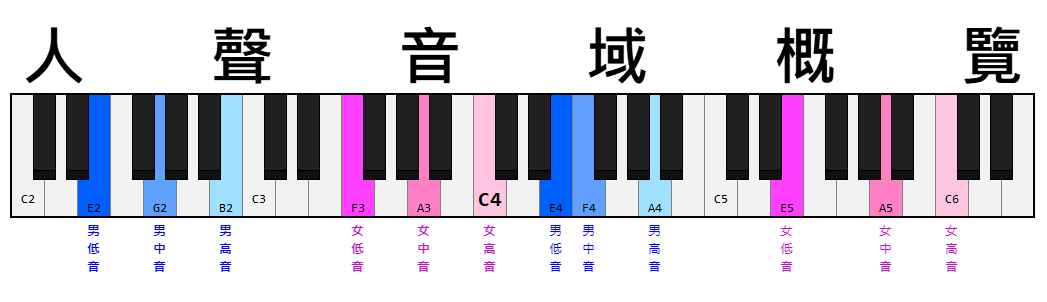

人声音域（在人声语境中可称“音域”），是对人类嗓音能发声的音高范围广度的衡量。最常见的应用场景是在歌唱中，作为将歌唱嗓音分为不同的声部类型的一种定义特征。人声音域同时也是 语言学、语音学、语言治疗的研究课题，尤其也是声调语言研究和某些种类的语音障碍的研究中的课题，尽管人声音域在言语中实际应用价值很小。

## 歌唱中的人声音域定义
“人声音域”最宽泛的定义，指某种声音能发出的最低音和最高音中间的跨度；但这样的宽泛定义往往不是歌唱意义下讨论的“人声音域”含义。声乐教育者倾向于把人声音域定义为“能用的”音高范围。这是因为，有些发出的声音的音高，歌者在演唱时出于种种原因无法使用。例如，在歌剧中，所有的演员必须不借助麦克风而将自己的声音穿透整个管弦乐队。所以，歌剧演员在他们的音域中，只能使用那些能够穿透管弦乐队的音区。相反，流行音乐艺人只须借助麦克风被听到即可。
另一个考虑因素是发声的几种原理。人声在可通过喉部的几种不同生理过程发出。这几种发声原理称作声区。在歌唱中，人声有几个确切的声区，各自的定义如何，是有争议的，但科学家只辨识出四个声区：哨声区、假声区、真声区和嘎声区。确定歌手的音域的典型方法，是以平时说话和大部分唱歌时所用的真声区的有用音高范围来决定。有例外，如在歌剧中，用假声的假声男高音、用哨声的花腔女高音，他们就用了真声以外的声区。

## 音域与声部划分
将歌唱声音分为声部类型（在声乐语境下或简称“声部”， 类似于中国戏曲表演的“行当”）时，音域是至关重要的，以至于二者经常混淆。声部类型，是按一定典型辨别特征进行的声音分类，而音域只是其中一个特征。其他特征还有声重、应用音域（tessitura）、音色、换声点（passaggio）、生理特征、说话声级、科学测试和声区。全部因素结合起来，可为歌手的声音划入一个具体类型。
歌唱的声音分类准则，来源于欧洲的古典音乐，一般不适用于除此之外的其他声乐种类。声部分类通常用来在歌剧中将特定的角色与特定的声音联系起来。通行的有几种分类体系，包括德国Fach体系、意大利歌剧分类传统和法国歌剧分类传统。此外还有其他分类体系，最常用的是合唱分类体系。
全世界对这些分类体系莫衷一是。 不过，这些分类体系给出的大部分声部类型，都是各分类体系普遍承认的7种主要声部类型中的一部分。女声一般分为三大类：女高音（soprano）、女中音（mezzo-soprano）、女低音（contralto）。男声通常分为四大类：假声男高音（countertenor）、男高音（tenor）、男中音（baritone）、男低音（bass）。若兼顾未成年的童声，则加入第八类：童声（treble）。这些大的分类之内，还有对花腔、声重这样的声音特质进行细分的次分类。
音域本身并不能决定歌者的声音类型。每种声部类型确实有对应的音域，但是人们歌唱的声音可以涵盖多个声部的音域，或处在两个声部之间的音域。所以，声乐教师只把音域作为区分声音类型的诸多因素之一。对声部划分来说，比音域更重要的是唱起来最舒服的应用音域（tessitura），以及人声的音色特质。比如一位女歌手的音域处在女中音的偏高位置和女高音的偏低位置之间，那么声乐教师会观察她唱高音还是低音的时候更舒服：如果她唱高音更舒服，那么就可能会被归为女高音。教师还会考虑音色：女高音的音色一般比女中音更明亮，但不够饱满。不过，教师不会为歌手分配多种不同的声部类型，无论他的音域有多宽。
在歌剧的划分体系中，有六种基本的声部类型。下列的是一个近似结论，参考时不应教条。
- 女高音（soprano）：最高的女声，能唱C4（中央C）到C6（女声高音C），甚至更高。
- 女中音（mezzo-soprano）：A3到A5的女声。
- 女低音（contralto）：最低的女声，F3到E5。少部分女低音的音域与男高音相近。
- 男高音（tenor）：最高的男声，B2到A4，甚至更高。
- 男中音（baritone）：G2到F4的男声。
- 男低音（bass）：最低的男声，E2到E4。

在用假声的情况下、或取决于个人的生理条件，有些男歌手能唱出女声的音域。但在古典音乐中，并不能因此归到女声之类，而是称作假声男高音。而在现代音乐中，一并归为男高音更合适。
合唱中，成人只有四种声部类型。女声：高音（soprano）、中音（alto），男声：次中音（tenor）、低音（bass）。